# Czewoja (herb szlachecki)
Czewoja (Czawa, Czawuja, Czewuja, Lżawia, Łzawia, Łzawa, Psawia) – herb szlachecki.

## Opis herbu
W polu błękitnym srebrny krzyż kawaleryjski ćwiekowy pomiędzy dwiema podkowami ustawionymi barkami ku sobie. W klejnocie trzy pióra strusie.
- Najwcześniejsze wzmianki: zapis z 1409 roku.

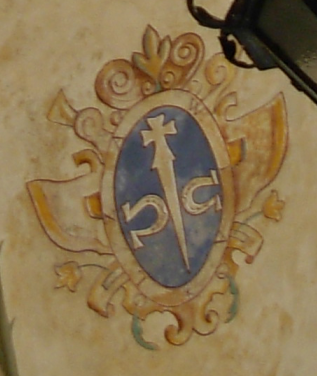
Herb Czewoja (Łzawa) w zamku w Baranowie Sandomierskim

## Herbowni
Tadeusz Gajl w Herbarzu polskim podaje nazwiska posługujące się tym herbem:
Batorzyński, Boturzyński, Czeremowski, Czewoj, Dyrwański, Dyrwiański, Fabianowicz, Fabianowski, Gluzicki, Glużycki, Gniewomir, Gromnicki, 
Konarski, Kowalski, Libertowski, Machcewicz, Maciek-Zasimowski, Opatowski, Piroński, Prószkowski, Świchowski, Świechowski, Wyganowski, Wygnanowski, Zasimowski, Zyrowski, Żyrowski.